# 巴克山 (麥克羅伯特森地)
巴克山（英語：Mount Bakker）是南極洲的山峰，位於麥克羅伯特森地，屬於查爾斯王子山脈的一部分，澳大利亞探險隊根據測量和空中照片繪入地圖，現時由南極條約體系管理。